# ADAC
Всеобщий немецкий автомобильный клуб (нем. Allgemeiner Deutscher Automobil-Club e.V. — сокр. ADAC) — крупнейшая общественная организация автомобилистов Германии, самая крупная в Европе. Основная функция — техническая, информационная и юридическая помощь автомобилистам. Штаб-квартира — в Мюнхене.
Основано 24 мая 1903 года как «Немецкое объединение мотоциклистов» и переименовано в 1911 году. ADAC состоит в FIA и организует такие автомобильные гонки, как «Гран-при Европы» и «24 часа Нюрбургринга» и др.
По данным на 30 ноября 2012 года количество членов клуба насчитывает 18 397 281 человек. Это второй по численности автоклуб мира после Американской автомобильной ассоциации; 3 место занимает Японская автомобильная федерация. ADAC — крупная организация с ежегодным оборотом около 1,5 миллиарда евро. Тираж ежемесячного журнала для членов общества (14 миллионов экземпляров) «ADACmotorwelt» является самым крупным тиражом среди всех европейских журналов.

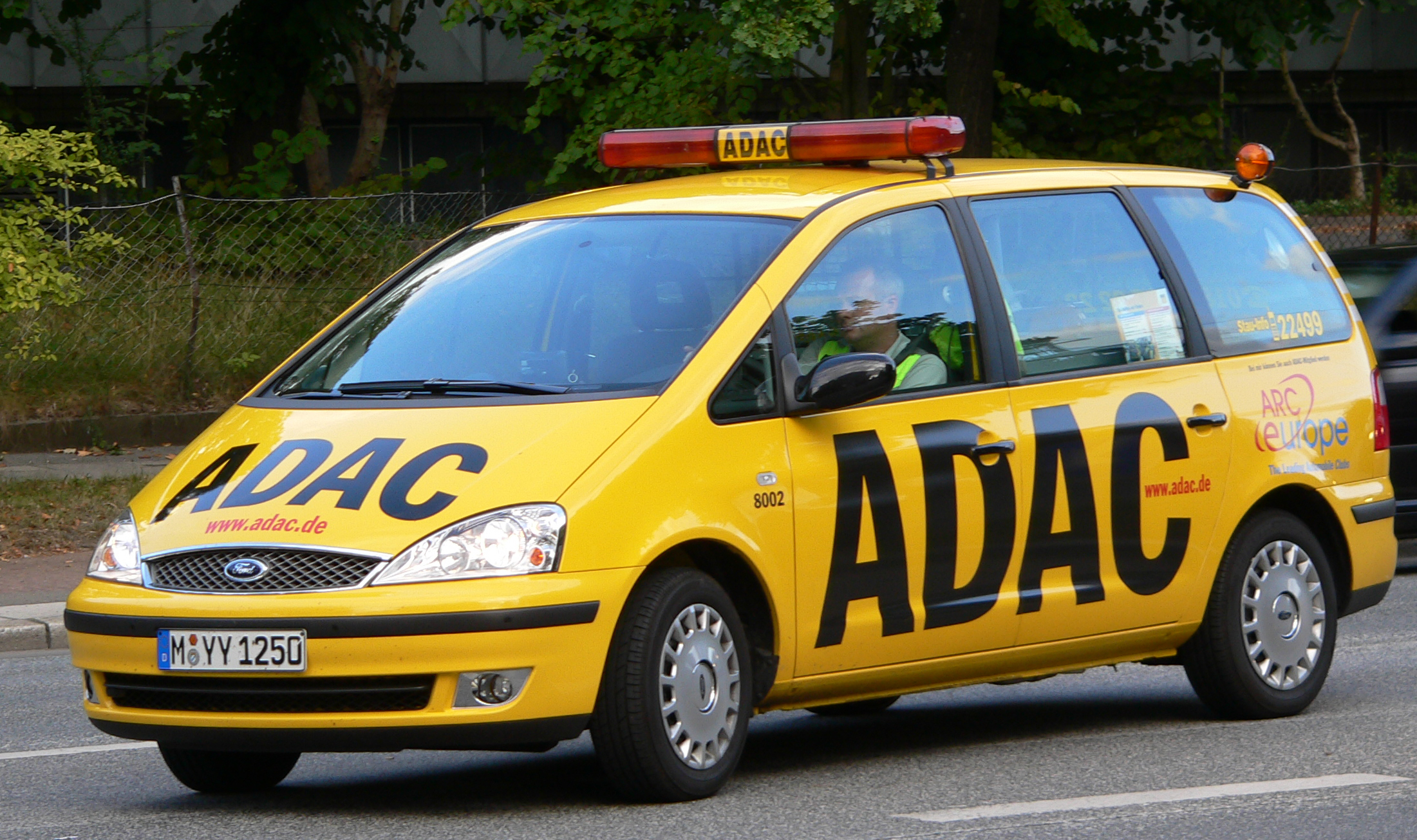
«Желтый ангел»

Согласно уставу, автоклуб занимается проблемами автомобилестроения, авто- и мотоспорта. Большое внимание клуб уделяет сравнительному анализу и проверке заявленного производителем качества выпускаемых автомобилей, их стендовым испытаниям, в том числе аварийным испытаниям на прочность и надёжность кузова и средств безопасности автомобилей. Клуб регулярно публикует данные своих исследований, статистику аварийности и технических неисправностей или надёжности массовых моделей, а также часто приглашает в качестве аналитиков-комментаторов — экспертов из различных отраслей автомобилестроения и эксплуатации транспортных средств.
Помимо оказания технической помощи, клуб занимается лоббированием интересов автомобилистов и путешественников. Ежегодно он проводит многочисленные исследования, среди которых — отчёты о статистике поломок автомобилей, их надёжности и безопасности, о состоянии европейских туннелей, паромных переправ, качества воды на курортах.
Особое внимание в клубе уделяется развитию дорожного хозяйства, безопасности дорожного движения, туризму, а также защите прав авто- и мотолюбителей, а также владельцев моторных лодок. Автоклуб осуществляет услуги по ремонту транспортных средств, занимается изготовлением дорожных карт и планов городов.
Аварийная помощь — один из наиболее распространённых видов услуг.
Членам клуба гарантируется срочная техническая помощь в любой точке Германии в любое время суток. Минимальный годовой членский взнос — 54 евро (2019) гарантирует срочную помощь при поломке на дороге следующего вида: диагностика неисправности на месте, тех. помощь квалифицированного автомеханика по её устранению, либо буксировка аварийной автомашины до ближайшей автомастерской. За небольшую добавку к ежегодному членскому взносу можно существенно расширить спектр оказываемых услуг. В предлагаемое меню может входить: оплата стационарного ремонта автомашины, медицинская помощь за рубежом, предоставление отеля, доставка потерпевшего от аварии водителя из-за границы самолётом / вертолётом (в случае горных или водных условий), оплата услуг адвоката и многое другое.
За жёлтый цвет, в который выкрашены автомобили аварийной службы, их прозвали «желтыми ангелами».
Совместно с партнёрами Deutsche Post AG и Организацией общественной помощи газеты «Bild» «Ein Herz für Kinder» («Сердце — детям») ADAC организовало акцию «Защитные жилетки для первоклассников». Между 24 сентября и 1 октября 2010 первоклассники получили 740000 бесплатных защитных жилеток. Аналогичное мероприятие по обеспечению первоклассников защитными жилетками проводилось и в 2011, 2012 годах.